# Cascade de Planque
La cascade de Planque est une chute d'eau naturelle des Pyrénées, située dans le Massif d'Arbas, sur la commune de Herran, dans le département français de la Haute-Garonne.

## Hydrologie
Elle se trouve sur un affluent en rive droite de la goutte de Peuloubine, affluent en rive gauche du ruisseau de Planque, qui converge en rive gauche avec l'Arbas.

## Localisation
Dans l'environnement de la forêt d'Arbas, entre le sommet de la Husse et les rochers de Péne Blanque et en contrebas de l'entrée du célèbre gouffre de la Henne Morte dans le réseau Félix Trombe bien connu des spéléologues, la cascade est accessible par un sentier de randonnée au départ d'Arbas, par la route au sud-ouest en direction de Planque et du Bourdallé ou encore depuis le parking du col de Larrieu.

## Description
D'une hauteur totale proche de 100 m, elle peut donc être très impressionnante si son débit est fort par exemple lors d'un printemps humide, mais aussi très faible en été.

## Valorisation touristique et sportive
C'est un objectif de randonnée en forêt apprécié où un belvédère d'observation a été installé. Des canyonistes expérimentés en tentent la descente avec du matériel approprié.